# Louis De Geer (1587-1652)
Louis De Geer (Liegi, 17 novembre 1587 – Amsterdam, 19 giugno 1652) è stato un imprenditore belga naturalizzato svedese di origini vallone. 
Uno dei primi pionieri del investimento diretto all'estero nell'epoca moderna, è considerato da molti il padre dell'industria svedese per l'introduzione dell'altoforno vallone in Svezia. Produsse cannoni per il movimento protestante tedesco, per la marina olandese e per la Compagnia olandese delle Indie orientali e per quella delle Indie occidentali.

## Biografia
De Geer nacque a Liegi (attuale Belgio). Era figlio dell'industriale del ferro e mercante Louis de Geer de Gaillarmont (1535-1602), e di sua moglie Jeanne de Neille (1557-1641). Suo padre si era sposato in prime nozze (1563) con Maria de Jalhéa (m. 1578). Nel 1592, una delle sorellastre di Louis, Marie de Geer (1574-1609) sposò Elias Trip (1569-1636), mercante olandese e direttore della Compagnia olandese delle Indie orientali che viveva a Dordrecht. Probabilmente per i tumulti scoppiati nel principato vescovile di Liegi come pure della sua conversione al protestantesimo, il padre di De Geer vendette le sue proprietà a Liegi nel 1595 e decise di seguire la figlia a Dordrecht, dove dal 1589 esisteva una copiosa comunità di mercanti provenienti da Liegi. Nel 1603, sua figlia Margaretha de Geer (1583–1672) sposò Jacob Trip (1575–1661), fratello e socio di Elias, cementando ulteriormente le relazioni tra le due famiglie mercantili.
Johannes Polyander sembra fu uno degli insegnanti del giovane Louis a Dordrecht. Dal 1605 al 1608, De Geer lavorò nel campo del rame a Roanne in Francia, aprendo la propria prima industria a La Rochelle. Tornato a Dordrecht nel 1611 si associò con i cognati. Nel 1612, sposò Adrienne Gérard (c. 1590–1634), anch'ella originaria di Liegi, con la quale ebbe sedici figli. Avendo fatto fortuna come banchiere e industriale, si trasferì con la famiglia ad Amsterdam nel 1615.
Con lo scoppio della Guerra dei Trent'anni la richiesta di armi incrementò notevolmente. Nel 1618, De Geer consegnò dei cannoni a re Gustavo Adolfo di Svezia. Impressionato dall'istinto agli affari del personaggio, il governo svedese gli permise di insediarsi a Finspång, nell'Östergötland. Qui De Geer riuscì ad aprire proficuamente la sua prima azienda in territorio svedese. Nel 1623 fu attivo anche come mercante sulle coste svedesi.
Il governo svedese continuò a supportare De Geer e questi ricevette il monopolio del commercio di ferro e rame per tutto il regno. De Geer, che adottò la Svezia come sua seconda casa, vi si trasferì definitivamente nel 1627. Sua moglie nel frattempo morì dando alla luce il loro sedicesimo figli, tornando ad Amsterdam.
Nel 1640, De Geer si portò nuovamente in Svezia ed ottenne la nobilitazione dal sovrano. La sua casa a Stoccolma ospita oggi l'ambasciata olandese in Svezia.
Lavorando per Axel Oxenstierna, si portò ad Amsterdam per supportare la guerra contro la Danimarca. Nel 1644, all'inizio della guerra di Torstenson contro i danesi, equipaggiò da solo delle navi che partirono poi alla volta della Danimarca per i primi scontri. La flotta comprendeva 32 navi con equipaggio, armi e ufficiali. Con quell'operazione gli svedesi furono in grado di conquistare Fehmarn in Danimarca. De Geer divenne quindi responsabile della Compagnia dell'Africa svedese che egli fondò, pur con l'opposizione ed il risentimento di Amsterdam nell'andare a favorire una potenza "straniera". La sua famiglia ospitò nella sua casa olandese l'umanista Comenius. Louis morì ad Amsterdam nel 1652 dopo essersi ammalato nel corso del suo ennesimo viaggio in Svezia. Venne sepolto nella tomba di famiglia nella Augustijnenkerk di Dordrecht.